# Жанри журналістики
Жа́нри журналі́стики — стійкі форми або типи журналістських творів, об'єднаних схожими змістовними та формальними ознаками.
Зазвичай журналістикознавці поділяють жанри журналістики на інформаційні, аналітичні та художньо-публіцистичні. У сучасній практиці існує й поняття «квазіжанрів», або гібридних жанрів, що можуть містити ознаки кількох існуючих. Жанри сучасної журналістики прийнято умовно поділяти на інформаційні, аналітичні та художньо-публіцистичні.

## Інформаційні жанри
До інформаційних належать жанри, завданням яких є повідомлення про подію чи явище. До цієї групи зазвичай належать замітка, репортаж, журналістський звіт, інтерв'ю. Ці жанри характеризуються оперативністю, стислістю, точністю і ясністю подачі інформації. Вони не потребують аналізу чи коментаря, мають бути представлені об'єктивно і точно.

## Аналітичні жанри
Аналітичні жанри журналістики дають широке та докладне висвітлення фактів з їхньою оцінкою, узагальненням, коментуванням. До них належать: рецензія, огляд, коментарі, кореспонденція, стаття, розслідування. Предметом журналістського розслідування зазвичай є яке-небудь велике негативне явище. Мета розслідування — виявити причини цього явища.

## Художньо-публіцистичні жанри
Художньо-публіцистичні жанри насамперед представляють авторські враження про події чи явища, думки, роздуми стосовно тих чи інших проблем. До цих жанрів належать есе, нарис, фейлетон, памфлет. Художньо-публіцистичні жанри можуть мати експресивний характер. Вони досить складні у виконанні та вимагають від журналіста не тільки майстерності, а й наявності життєвого досвіду.

## Квазіжанри
З розвитком спорту, проведенням олімпійських ігор, чемпіонатів з певних видів спорту, динамічно почав також розвиватись жанр спортивної журналістики. Жанр охоплює не тільки друковані репортажі, а також і трансляцію та коментування змагань. За багатьма класифікаціями та в багатьох країнах жанр спортивної журналістики не вважається істинним жанром журналістики. Жанр передбачає досконале знання тематики, правил командної гри, швидке уміння чітко коментувати події під час гри.

## Профільна освіта
Тема жанрів в журналістиці вивчається у профільному спеціалізованому курсі «Інформаційні, аналітичні та художньо-публіцистичні жанри», а в курсі «Газетна журналістика» — лише оглядове ознайомлення з цією темою.